# Wialikaja Mićkauszczyna
Wialikaja Mićkauszczyna (biał. Вялікая Міцькаўшчына; ros. Большая Митьковщина, Bolszaja Mitkowszczina) – wieś na Białorusi, w obwodzie witebskim, w rejonie orszańskim, w sielsowiecie Andrejeuszczyna.
Znajdują się tu pozostałości grodu.